# Die drei Wünsche

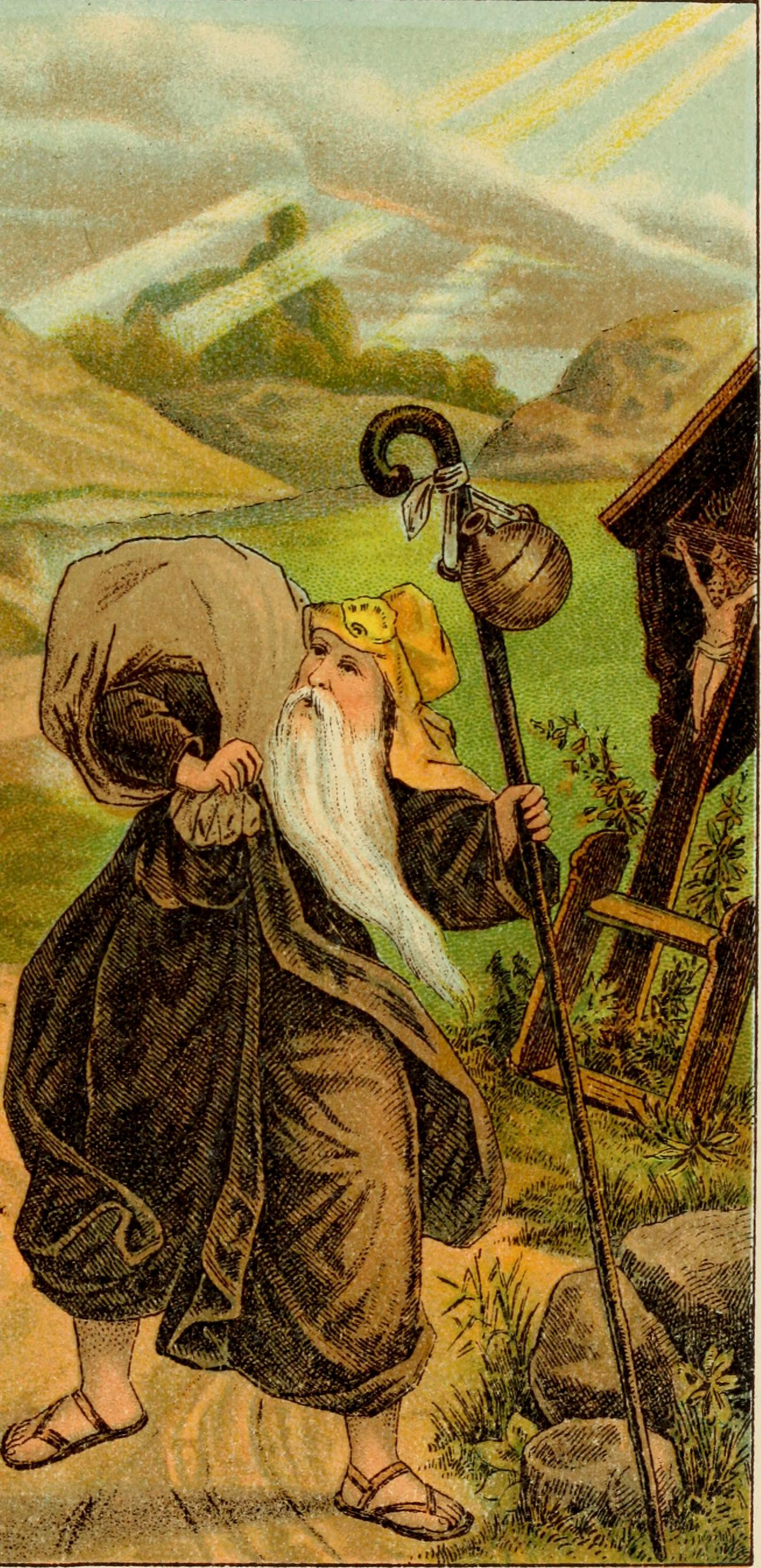
Illustration, 1890

Die drei Wünsche ist ein Märchen (AaTh 750 A). Es steht in Ludwig Bechsteins Neues deutsches Märchenbuch an Stelle 22.

## Inhalt
Der liebe Gott bittet in Gestalt eines armen Alten um Obdach. Spöttisch weist ein Reicher ihn ab. Doch der arme Nachbar winkt ihm. Er teilt mit ihm, sie reden. Gott erzählt die Geschichte vom Schmied von Jüterbog und noch eine. Er gewährt ihm drei Wünsche, der Mann wählt Seligkeit, Gesundheit und Reparatur des Hauses. Der Reiche sieht zu. Er erschauert, wie des Nachbars Häuschen schön wird. Auf Befehl seiner Frau reitet er dem Alten nach, lässt sich drei Wünsche und den Sack geben, den jener vom Nachbarn dabei hat. Auf dem Heimweg wünscht er aus Hast und Wut, dass das Pferd sich den Hals bricht, dann dass die Frau auf dem Sattel sitzt. Daheim braucht er den dritten Wunsch, sie wieder zu befreien. Aus dem Sack überkommt ihn des Nachbars Armut.

## Herkunft
Bechstein nennt ein mittelhochdeutsches Gedicht (Friedrich Heinrich von der Hagens Gesamtabenteuer, 1850, Bd. 2, Nr. 37: Die drei Wünsche), dessen Züge er eingewebt habe, und Grimms Der Arme und der Reiche. Auch volksmündlich gehe es in Hessen und Thüringen um. In dem Gedicht gewährt ein Engel einem Armen drei Wünsche, dass er einsieht, dass sie ihm nicht bekommen. Es ähnelt also Strickers Die drei Wünsche, Perraults Die törichten Wünsche, Hebels Drei Wünsche. Die Handlung bei Bechstein entstammt eher genanntem Der Arme und der Reiche, der Ausspruch „Hans Narr“ vgl. Bruder Lustig. Vgl. Bechsteins Der Schmied von Jüterbog. Siehe auch die symbolische Bedeutung der Zahl Drei in den Märchen.

## Verfilmung
Angelehnt an das Märchen erschien 1937 der niederländische Film De drie wensen (81 min., Regie: Kurt Gerron).